# Henry Brooke
Henry Brooke (1703 - 10 oktober 1783) was een romanschrijver en dramaturg. Hij werd geboren in Ierland als zoon van een predikant, studeerde rechten aan het Trinity College in Dublin, maar verkoos dan een carrière in de literatuur.
Brooke begon zijn loopbaan als dichter. Zijn nu vergeten Universal Beauty werd gepubliceerd in 1735, en de toen al befaamde dichter Alexander Pope sprak zich gunstig uit over dit werk. Als dramaturg begon Brooke met adaptaties te maken van bestaande werken, zoals The Earl of Essex. Hij schreef vanuit het oogpunt van een Tory-aanhanger en werd een van de belangrijkste schrijvers van het "Augustan drama", hoewel het hem niet veel succes bracht. Zijn Gustavus Vasa (1739) viel de droeve eer te beurt om als eerste toneelstuk verboden te worden door de Licensing Act van 1737, waarbij een toneelstuk eerst door de Lord Chamberlain moest worden goedgekeurd vooraleer het mocht worden opgevoerd. Het stuk behandelde de bevrijding van Zweden van Denemarken in 1521 door koning Gustav I van Zweden. De invloedrijke Whig-politicus Robert Walpole vond dat de schurk van het stuk te veel op hem leek. Een ironische "aanval" op het stuk was het eerste publieke schrijven van Samuel Johnson, wiens A Complete Vindication of the Licensers of the English Stage steun veinsde voor Walpole, terwijl het diens argument als censor zelf aanviel met een reductio ad absurdum.
Brooke woonde het grootste deel van zijn leven in Ierland, maar hij verbleef in Londen toen zijn toneelstukken daar werden opgevoerd. Politiek werd hij een beetje als een radicaal gezien, omdat hij openlijk pleitte voor het versoepelen van de wetten die vervolging van rooms-katholieken in het Verenigd Koninkrijk mogelijk maakten. Zijn dochter Charlotte Brooke werd zelf een belangrijke figuur in de geschiedenis van de Ierse literatuur. Zij publiceerde Reliques of Irish Poetry (1789) en deed veel om het aanzien van de Ierse taal en poëzie te vergroten.
Brookes The Earl of Essex kwam later terug op de planken en beleefde een echte revival. Aanvankelijk verleende Samuel Johnson openlijk steun aan Brooke, maar dat veranderde toen hij de graaf in het stuk (einde van Act II) hoorde zeggen "He who rules o'er free men must himself be free" (Hij die heerst over vrije mensen moet zelf vrij zijn). Johnson parodieerde dit met de uitspraak "He who drives fat oxen must himself be fat" (Hij die met vette ossen rijdt moet zelf vet zijn). Brooke was gekrenkt door de parodie van Johnson en zou later de bespotte regel in zijn Collected Works veranderen.
Brooke had een zwaar leven. De Licensing Act beroofde hem van zijn belangrijkste middel om zijn kost te verdienen toen zijn stukken op de zwarte lijst kwamen en niet opgevoerd mochten worden. Zijn grootste commerciële successen oogstte hij met The Earl of Essex en met zijn twee romans, The Fool of Quality (1760-1772) en Juliet Grenville (1774), twee van de vroegste sentimentele romans. De Britse theoloog John Wesley was zo dol op The Fool of Quality, waarin Brooke zijn geloof uitspreekt in universele verlossing, dat hij aan het werk ging om een kopie ervan te bezorgen aan alle kerken van de methodisten. Brooke liet tweeëntwintig kinderen na. Alleen Charlotte overleefde tot na de adolescentie. Zij verzorgde de publicatie van zijn Works na zijn dood.
- Bibliothèque nationale de France: cb12191462c (data)
- Gemeinsame Normdatei: 131346938
- International Standard Name Identifier: 0000 0001 1025 239X
- Library of Congress Control Number: n79033017
- Nationale Bibliotheek van Tsjechië: mzk2010588890
- Nationale bibliotheek van Australië: 35889866
- Nationale Bibliotheek van Israël: 987007277034005171
- Nederlandse Thesaurus van Auteursnamen: 339700467
- Istituto Centrale per il Catalogo Unico: LO1V090208
- SNAC: w69s2qqd
- Système universitaire de documentation: 06701268X
- Trove: 1133269
- Virtual International Authority File: 39422726
- WorldCat: E39PBJjCKfQpM6tJ4FdPdx6tKd